# Racing Club Villebon 91 2008-2009
Questa voce raccoglie le informazioni riguardanti il Racing Club Villebon 91 nelle competizioni ufficiali della stagione 2008-2009.

## Organigramma societario
Area direttiva
- Presidente: Pascal Dahan

Area tecnica
- Allenatore: Yamandu Peralta

## Rosa
| N° | Nome              | Ruolo | Data di nascita   | Nazionalità sportiva |
| -- | ----------------- | ----- | ----------------- | -------------------- |
| 1  | Eva Kriegel       | S     | 10 aprile 1984    | Ungheria             |
| 3  | Patricia Kaboré   | L     | 30 luglio 1988    | Brasile              |
| 5  | Rouguy Coulibaly  | S     | 26 febbraio 1989  | Francia              |
| 6  | Tetet Dembele     | C     | 13 settembre 1989 | Francia              |
| 7  | Mallory Steux     | P     | 24 ottobre 1988   | Francia              |
| 10 | Chloé Lesenechal  | C     | 1º gennaio 1989   | Francia              |
| 11 | Irina Godey       | S     | 24 ottobre 1970   | Francia              |
| 13 | Célia Denis       | C     | 19 agosto 1990    | Francia              |
| 15 | Linzy Kearney     | S     | 16 giugno 1986    | Stati Uniti          |
| 16 | Zuzana Cernianska | S     | 7 dicembre 1981   | Rep. Ceca            |